# MY Cephei

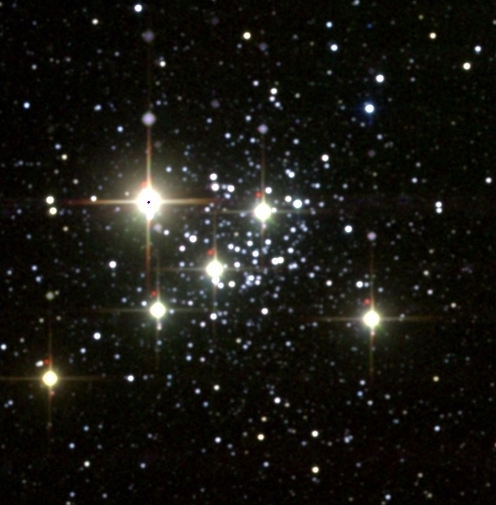
MY Cephei är den ljusaste stjärnan i denna bild av NGC 7419 i infraröd våglängd.

MY Cephei är en ensam stjärna belägen i den öppna stjärnhopen NGC 7419 i den södra delen av stjärnbilden Cepheus. Den har en skenbar magnitud av ca 14,4 – 15,5 och kräver ett teleskop för att kunna observeras. Baserat på parallax enligt Gaia Data Release 3 på ca 0,34 mas, beräknas den befinna sig på ett avstånd på 2 691 parsek) från solen. Avståndet till MY Cephei har tidigare antagits vara runt 9 780+1 140−950 ljusår eller 3 000+350−290 parsec baserat på att den ingår i NGC 7419 öppna stjärnhop.

## Observationer och variabilitet
Observationer 1954 av NGC 7419 visade att fyra av dess medlemmar var ljusstarka röda stjärnor, troligen röda superjättar. Dessutom befanns en ovanligt röd stjärna vara variabel och förmodligen en ännu mer ljusstark superjätte. Denna stjärna fick 1973 variabelbeteckningen MY Cephei i den 59:e namnlistan över variabla stjärnor.
MY Cephei klassificeras som halvreguljär variabel stjärna av undertyp SRc, vilket anger att den är en kall superjätte, även om dess pulseringsperiod inte är känd. Den har observerats så ljus som magnitud 14,4 och så svag som magnitud 15,5. Stjärnan, tillsammans med en annan sen röd superjätte, S Persei, betraktas ibland som prototyper för klassen M6–7 superjättar.

## Egenskaper
Spektraltypen av MY Cephei anges i General Catalogue of Variable Stars som M6–7 Iab, vilket anger att stjärnan är en mellanstor ljusstark superjättestjärna, även om de flesta författare ger M7–M7.5 I. Klassificering är svår på grund av bristen på jämförbara standardstjärnor, men dess spektrum verkar vara senare än M5, tidigare än VX Sagittarii när den var på M9, och mer ljusstark än M7 jättestjärnor. En studie från 2021 ger en spektralklass av M3 baserat på observationer av infraröd strålning och en motsvarande högre temperatur.
MY Cephei är en mycket ljussark, sval och stor extrem superjättestjärna, med en ljusstyrka som är mer än 100 000 gånger solens och en radie som överstiger tusen gånger solens radie. Den är sannolikt den starkast lysande, svalaste och största superjättestjärnan i dess öppna stjärnhop och upptar det övre högra hörnet av Hertzsprung–Russell-diagrammet.
En rapport från 2018 ger stjärnan en temperatur på 3 400 K, vilket motsvarar en radie på 1 134 solradier baserat på en luminositet av 155 000 gånger solens. Massan hos MY Cephei är osäker, men förväntas vara cirka 14,5 solmassor. Massan går förlorad med (2,3 ± 0,3) ×10−5 solmassa per år, en av de högsta massförlustnivåerna som är kända för en superjättestjärna.